# Habia gutturalis
Habia gutturalis là một loài chim trong họ Cardinalidae.